# 미끼 (드라마)
《미끼》(영어: Decoy)는 2023년에 쿠팡플레이에서 방영된 범죄, 액션 드라마이다. 6부작으로 구성된 파트 1, 6부작으로 구성된 파트 2로 구성되어 있고 매주 금요일에 업로드되었다. 파트 1은 2023년 1월 27일부터 3월 3일까지 방영되었고 파트 2는 2023년 4월 7일부터 5월 12일까지 방영되었다.

## 기획의도
유사 이래 최대 사기 사건의 범인이 사망한 지 8년 후, 그가 살인 사건의 용의자로 지목되면서 이를 둘러싼 비밀을 추적하는 범죄 스릴러

## 제작진

### 연출
- 김홍선

### 극본
- 김진욱

### 주요 인물
- 장근석 : 구도한 역 - 잡아야 사는 형사
- 이엘리야 : 천나연 역 - 밝혀야 사는 기자
- 허성태 : 노상천 역 - 죽어야 사는 범죄자

### 그 외 인물
- 이성욱 : 강종훈 역
- 오연아 : 정소람 역
- 이승준 : 이병준 역
- 서정연 : 유옥남 역 - 나연의 어머니
- 손인용 : 나연의 아버지 역
- 이원종 : 김연광 역
- 박명훈 : 송영진 역
- 전재홍 : 박 사장 역
- 박윤희 : 김성대 역
- 우현 : 김상봉 역
- 박성연 : 한다정 역
- 조정근 : 경찰청장 역
- 박노식 :

## 참고 사항
- 극중 구도한 역을 맡은 장근석은《스위치 - 세상을 바꿔라》이후 5년만에 복귀하는 작품이기도 하다.